# Hydrophorus starkus
Hydrophorus starkus är en tvåvingeart som beskrevs av Negrobov 2006. Hydrophorus starkus ingår i släktet Hydrophorus och familjen styltflugor. Inga underarter finns listade i Catalogue of Life.